# Municipio de Dunham (Ohio)
El municipio de Dunham (en inglés: Dunham Township) es un municipio ubicado en el condado de Washington en el estado estadounidense de Ohio. En el año 2010 tenía una población de 2568 habitantes y una densidad poblacional de 41,91 personas por km².

## Geografía
El municipio de Dunham se encuentra ubicado en las coordenadas 39°19′49″N 81°37′47″O / 39.33028, -81.62972. Según la Oficina del Censo de los Estados Unidos, el municipio tiene una superficie total de 61.28 km², de la cual 60,31 km² corresponden a tierra firme y (1,58 %) 0,97 km² es agua.

## Demografía
Según el censo de 2010, había 2568 personas residiendo en el municipio de Dunham. La densidad de población era de 41,91 hab./km². De los 2568 habitantes, el municipio de Dunham estaba compuesto por el 97,35 % blancos, el 1,01 % eran afroamericanos, el 0,19 % eran amerindios, el 0,19 % eran asiáticos, el 0,27 % eran de otras razas y el 0,97 % eran de una mezcla de razas. Del total de la población el 0,74 % eran hispanos o latinos de cualquier raza.